# Scicluna
Scicluna (variantes : Sicluna, Xicluna) est un patronyme maltais. 

## Étymologie
L'origine du nom Scicluna est obscure. Il dérive peut-être du nom de famille italien Scichilone et de sa variante Scicolone (présent surtout en Sicile) qui désigne une personne originaire de la ville sicilienne de Scicli, dans la province de Raguse. 
Le nom est attesté à Malte en 1419 sous la forme Xikiluna. 

## Distribution du patronyme dans le monde
Selon le site Forebears, 2 899 personnes portaient ce nom à Malte en 2014. En dehors de Malte, le nom Scicluna se rencontre surtout en Australie, au sein de la communauté maltaise (en). 
| Pays       | Nombre de personnes portant ce patronyme (2014) |
| ---------- | ----------------------------------------------- |
| Malte      | 2 899                                           |
| Australie  | 1 155                                           |
| États-Unis | 340                                             |
| France     | 331                                             |
| Angleterre | 323                                             |

## Personnalités portant ce nom
- Scicluna (homonymie)